# خارج إفريقيا
هي مذكرات بقلم الكاتبة الدنماركية كارين بليكسن. يروي الكتاب، الذي نُشر لأول مرة عام 1937، أحداث السبعة عشر عامًا عندما عادت بليكسن إلى موطنها في كينيا، التي أطلق عليه اسم شرق إفريقيا البريطانية. الكتاب عبارة عن تأمل غنائي في حياة بليكسن في مزرعة البن الخاصة بها، وكذلك تكريم لبعض الأشخاص الذين لمسوا حياتها هناك. يقدم الكتاب لمحة حية عن الحياة الاستعمارية الأفريقية في العقود الأخيرة للإمبراطورية البريطانية. كتبت بليكسن الكتاب باللغة الإنجليزية ثم أٌعيدت كتابته باللغة الدنماركية. نُشر الكتاب أحيانًا تحت الاسم المستعار للمؤلفة كارين.

## الخلفية
في أواخر عام 1913، عندما كانت تبلغ من العمر 28 عامًا، انتقلت كارين بليكسن إلى شرق إفريقيا البريطانية، لتتزوج من ابن عمها الثاني، البارون السويدي برور فون بليكسين-فينيك، وتعيش في المستعمرة البريطانية المعروفة اليوم باسم كينيا. اشترى البارون والبارونة الشابان أرضًا زراعية أسفل تلال نغونج على بعد نحو عشرة أميال (16 كم) جنوب غرب نيروبي، والتي كانت في ذلك الوقت لا تزال تتخلص من أصولها القاسية كمستودع إمدادات على سكة حديد أوغندا.
خططت عائلة بليكسن لتربية ماشية الألبان، لكن برور طور مزرعتهم كمزرعة للبن بدلاً من ذلك. كانت تدار من قبل الأوروبيين، بما في ذلك، في البداية، شقيق كارين توماس _ ولكن جرى توفير معظم العمالة من قبل «واضعي اليد». كان هذا هو المصطلح الاستعماري لأفراد قبائل كيكويو المحليين الذين كفلوا للمالكين 180 يومًا من العمل مقابل الأجور والحق في العيش والزراعة في الأراضي غير المزروعة.
عندما أدت الحرب العالمية الأولى إلى ارتفاع أسعار القهوة، استثمرت عائلة بليكسن في هذا المجال، وفي عام 1917 وسعت كارين وبرور ممتلكاتهما إلى ستة آلاف فدان (24 كيلومترًا مربعًا). تضمنت عمليات الاستحواذ الجديدة موقع المنزل الذي يظهر بشكل بارز في خارج إفريقيا.
بدأ زواج عائلة بليكسنز بشكل جيد، ذهبا كارين وبرور في رحلات السفاري للصيد والتي تذكرها كارين لاحقًا على أنها فردوسية.لكنها لم تكن ناجحة في النهاية. برور، وهو صياد موهوب ورفيق محبوب، كان زوجًا خائنًا ورجل أعمال فقيرًا بدد الكثير من الأموال لاستثمارها في المزرعة. في عام 1921 انفصل الزوجان، وفي عام 1925 حدث الطلاق، تولت كارين إدارة المزرعة بمفردها.
كانت مناسبة تمامًا للعمل، تتمتع بالاستقلالية والقدرة الشديدة، تحب الأرض وتحب عمالها المحليين. لكن المناخ والتربة في مزرعتها الخاصة لم يكن مثاليًا لنمو البن، لقد عانت المزرعة من عدة سنوات جفاف غير متوقعة مع غلات منخفضة بالإضافة إلى وباء الجراد موسم واحد، ولم يكن هبوط أسعار القهوة في السوق مفيدًا. غرقت المزرعة أكثر فأكثر في الديون حتى عام 1931، أجبرتها شركة العائلة على بيعها. عرض المشتري، ريمي مارتن، الذي خطط لتقسيمها إلى قطع أراضٍ سكنية، السماح لبليكسن بالبقاء في المنزل. رفضت وعادت إلى الدنمارك. 
عادت بليكسن إلى ملكية العائلة في رونجستيدلوند (في رونجيستد، الدنمارك)، وعاشت مع والدتها؛ هناك عادت مرة أخرى إلى مهنة الكتابة التي كانت قد بدأتها، لكنها تركتها في شبابها. في عام 1934 نشرت مجموعة روائية بعنوان سبع حكايات قوطية، وفي عام 1937 نشرت مذكراتها الكينية، خارج أفريقيا. من المحتمل أن يكون عنوان الكتاب مشتق من عنوان قصيدة «خارج إفريقيا» كانت قد كتبتها في عام 1915، بينما كانت تتعافى في مستشفى دنماركي من صراعها مع مرض الزهري. ربما يكون عنوان القصيدة اختصارًا للمثل اللاتيني القديم الشهير (يُنسب إلى الحكماء من أرسطو إلى بليني إلى إيراسموس) ex Africa semper al Liquid novi، والذي يُترجم على أنه «خارج إفريقيا، دائمًا شيء جديد».